# Videoart at Midnight

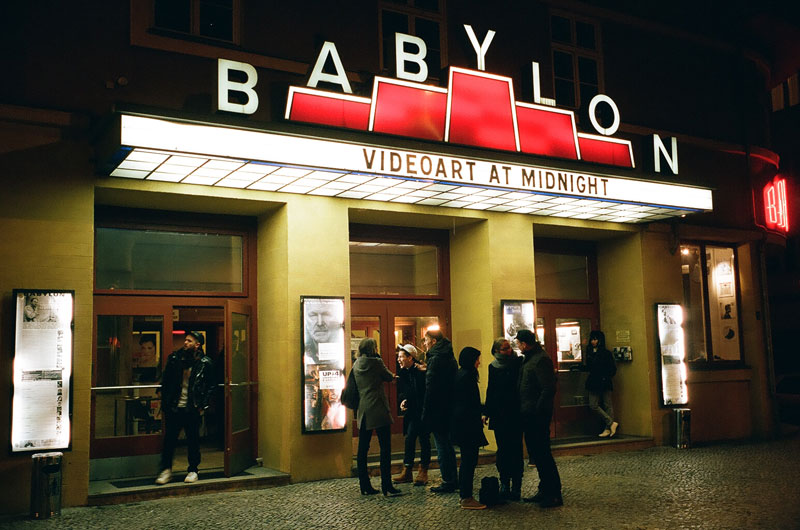
Videoart at Midnight im Kino Babylon

Videoart at Midnight ist ein internationales Forum, das sich der Förderung von zeitgenössischer Kunst, insbesondere von Film, Medienkunst und Videokunst in Berlin widmet. In monatlicher Folge werden Werke internationaler Künstler im großen Saal des Kino Babylon im Ortsteil Berlin-Mitte gezeigt.

## Hintergrund
Videoart at Midnight ist eine private Initiative, die 2008 von Olaf Stüber und Ivo Wessel gegründet wurde. Seitdem lädt Stüber einmal im Monat an einem Freitag, immer um Mitternacht, Künstler ein, ihre Werke im „Dispositiv Kino“ auf der großen Leinwand zu zeigen und zur Diskussion zu stellen. Jeder Abend ist den Werken eines Künstlers gewidmet. Die Kunstschaffenden sind regelmäßig anwesend. Oft werden Uraufführungen gezeigt und manchmal auch begleitende Liveacts, wie Performances, Konzerte oder Künstlergespräche.
Ziel von Videoart at Midnight ist es, eine Plattform für ein Medium zu bieten, das im Rahmen der zeitgenössischen Kunstproduktion zunehmend an Bedeutung gewinnt und gleichzeitig einen Einblick in die internationale Kunstszene Berlins zu geben.
Videoart at Midnight ist eine nichtkommerzielle kulturelle Veranstaltungsreihe.
- 2023: Laure Prouvost, Mikhail Karikis, Annika Kahrs.
- 2022: Fan Popo, Cyrill Lachauer, Anna Ehrenstein, Rosa Barba, Marianna Simnett, Mathieu Kleyebe Abonnenc, Vajiko Chachkhiani,  Wong Ping, C-98.
- 2021: Peter Miller,  Ahmet Öğüt,  Haris Epaminonda.
- 2020: Willem de Rooij, Eli Cortiñas, Brody Condon, Gernot Wieland.
- 2019: Li Zhenhua, Ari Benjamin Meyers, Ina Wudtke, Monira Al Qadiri, Lucy Beech, Jan-Peter E.R. Sonntag, Korpys/Löffler, Bigert & Bergström, Sandra Schäfer, Julian Rosefeldt.
- 2018: Ed Atkins, Kerstin Honeit, Almagul Menlibayeva, Antje Engelmann, Philippe Parreno, Pauline Boudry / Renate Lorenz, Wolfgang Tillmans, Klaus vom Bruch, Maya Schweizer, Pauline Curnier Jardin.
- 2017: Pola Sieverding, Tobias Zielony, Mario Rizzi, Yuri Ancarani, Andy Graydon, Agnieszka Polska, Theo Eshetu, Simon Faithfull, Michel Auder, Hiwa K.
- 2016: Assaf Gruber, Katarina Zdjelar, Christoph Girardet & Matthias Müller, Eva Meyer & Eran Schaerf, Lynne Marsh, Joep van Liefland, Dafna Maimon, Jeremy Shaw, Shahram Entekhabi and Yasaman Pishvaei, Christian Falsnaes[4].
- 2015: John Bock, Stefan Zeyen, Amie Siegel, Shingo Yoshida, Filipa César, Erik Bünger, Dani Gal, Ulu Braun, Chto Delat?, Yael Bartana.
- 2014: Safy Sniper[5], Isabell Heimerdinger[6], Vibeke Tandberg, Sven Johne, Julieta Aranda[7], Guido van der Werve, Anri Sala[8], Marcel Odenbach, Phil Collins, Alice Creischer & Andreas Siekmann.
- 2013: Hito Steyerl, Reynold Reynolds, Candice Breitz,[9] Köken Ergun[10], Martin Brand, Nina Fischer & Maroan el Sani, Annika Eriksson[11], Martin Skauen, Douglas Gordon[12], Harun Farocki[13].
- 2012: Rebecca Ann Tess, Bettina Nürnberg & Dirk Peuker[14], Armin Linke, Clemens von Wedemeyer, Keren Cytter, Christian Jankowski, Melanie Manchot, Manuel Graf, Ming Wong, Omer Fast, Niklas Goldbach.
- 2011: Matthias Baader Holst, Erik Schmidt, Delia Gonzalez | Black Leotard Front, Anja Kirschner & David Panos, Chicks on Speed[15], Knut Klassen, Bjørn Melhus, Mathilde Rosier[16], Benjamin Heisenberg, Bewegung Nurr.
- 2010: Oliver Pietsch[17], Antje Majewski, Chris Newman & Miss Moth, Marion Pfeifer, Marc Aschenbrenner and Knut Klaßen, Christoph Draeger, Ant Farm, BitteBitteJaJa, Mathilde ter Heijne.
- 2009: Ulf Aminde, Reynold Reynolds, gelitin and friends, Ulrich Polster, Eléonore de Montesquiou, Stefan Panhans, Knut Klassen, Marc Aschenbrenner[18].
- 2008: Annika Larsson & Samuel Nyholm, Sven Johne, Bjørn Melhus.